# Relationer mellan Finland och Taiwan
Finland erkänner inte Taiwan som en självständig stat, och har inga diplomatiska relationer, som en följd av ett Kina-politiken. Dock har Finland, till följd av Taiwans stora ekonomiska betydelse, ekonomiska och handelsrelationer med Taiwan samt samarbete inom teknologi, forskning och kultur.